# 唐椿森
唐椿森，字益齡，廣西宣化縣（今廣西壯族自治區南寧市）人，清朝政治人物、進士出身。
光绪二年（1876年）丙子恩科進士，改庶吉士。散馆授翰林院編修。光緒十年，任江南道監察御史、四川道監察御史。光緒十一年，任甘肅鄉試正考官。歷兵科掌印給事中、刑科掌印給事中。光緒二十七年，任江西鹽法瑞袁臨道。